# Ansitz Kolbenturm
Der Ansitz Kolbenturm befindet sich in der Gemeinde Tulfes im Bezirk Innsbruck-Land von Tirol (Volderwaldstraße 15). Die Bezeichnung Kolbenturm taucht erst 1478 auf. Davor hieß die Anlage Turm zu Gasteig, abgeleitet von dem Steilanstieg der vorbeiführenden Straße. Vermutlich war der Turm ein Vorwerk der Burg Friedberg und diente zur Überwachung des vorbeiführenden Kuntersweges, wie die alte Römerstraße im Mittelalter genannt wurde.

## Geschichte
Der Turm wird urkundlich erstmals 1247 erwähnt. Damals ist hier dominus Sigehardus Cholbus nachweisbar, der auch den Beinamen de Gastaig verwendete. Die Kolbes waren Ritter im Gefolge der Bayerischen Ministerialen der Herren von Freundsberg bzw. später Ministeriale des Landesfürsten, die bereits 1166 in Trient nachweisbar sind. Im 14. Jahrhundert verlagerten die Kolbes ihren Wohnsitz nach Hall in Tirol bzw. nach Innsbruck, wo sie seit 1362 bis zur Zeit ihres Aussterbens um 1438 als Bürger aufscheinen. Der letzte der Kolbes aus der Gasteiger Linie war Michael Kolb. Der Turm fiel dann als erledigtes Lehen an Herzog Albert III., der ihn an Ulrich von Ro(h)r und dann dem Georg Meillenstorffer verlieh. 1390 ging der Turm durch Kauf an Hans von Passeyer über. Aus dem Erbe des Hildebrand von Passeier gelangte der Turm 1418 an die Jaufenberger Linie der Herren Fuchs zu Fuchsberg. Diese verkauften das Anwesen 1572 an Erzherzog Ferdinand von Tirol. Die in dem Urbar nachgewiesenen Einkommen wurden 1566 dem Propsteigericht Amras zugewiesen, und die Einnahmen kamen der dortigen landesfürstlichen Hofhaltung zugute.
Erzherzog Ferdinand Karl war 1649 gezwungen, den nur mehr von einem Bauern bewohnten Kolbenturm an den Kammervizepräsidenten Johann Michael Schmaus zu Angerzell zu verpfänden. 1651 wurde er als Ansitz in ein freies Eigen umgewandelt. 1672 gelangte er in den Besitz von Maximilian Ernst von Coreth, Hofkammerrat und geheimer Referendär. Der Turm galt ab 1779 als unbewohnbar, blieb aber bis 1834 im Besitz der Familie Coreth. Die Coreths verkauften den Kolbenturm an Peter Unterlechner. 1836 folgte dann dessen Witwe Anna, geborene Hochschwarzer. Die weiteren Besitzer waren Joseph Wopfner, Müller und Sagschneider in Volders (1837); der verkaufte den Turm 1840 dem Lehrer Anton Knofler. Auf ihn folgte Josef Sparber (1853), der Bauer Josef Arnold (1861) und 1871 Franz Felder. 1874 kam der Turm in den Besitz des Haller Bürgers August Attlmayr. 1899 ging er schließlich an die Familie Proxauf, deren Nachfahren den Turm heute noch besitzen.

## Kolbenturm heute
Der Kolbenturm steht auf einem niedrigen künstlich angeschütteten – die umgebenden Felder um zwei bis drei Meter überragenden – Hügel. Er ist als zweigeschoßiger Stumpf (er scheint ursprünglich höher gewesen zu sein) erhalten und bildet mit dem östlich gelegenen Wirtschaftshof (das jetzige Gebäude wurde im 16. Jahrhundert errichtet) das typische Bild eines mittelalterlichen Niederadelsitzes. Der Turm vom Typus eines Bergfrieds mit annähernd quadratischem Grundriss (9,0 × 9,1 m) und wehrhaftem Charakter hat ein Pyramidendach. Die Mauerstärke beträgt im Erdgeschoß 1,5 m. Der ehemalige Hocheinstieg in das Obergeschoß in etwa 4,5 m Höhe hat sich als 1,2 m breite und 2,1 m hohe Nische erhalten und ist über eine Leiter erreichbar. Der heutige Eingang an der Ostseite wurde zu Ende des 19. Jahrhunderts ausgebrochen. Das Erdgeschoß besteht aus grob behauenem Buckelquader-Mauerwerk, das auf eine Entstehungszeit um 1200 hinweist. 1874 bestand die Absicht, den Turm abzubrechen; es wurde nicht ausgeführt. Im 19. Jahrhundert wurde er zu einem Wohnsitz ausgebaut und 1956 bzw. 1960 renoviert.